# Naufrage de l'Arctic
Le naufrage de l'Arctic, un bateau à roues à aubes de la Collins Line, eut lieu le 27 septembre 1854 au large de l'île de Terre-Neuve à la suite d'une collision avec le vapeur Vesta. Le navire transportait probablement plus de 400 personnes mais seulement 88 survécurent au naufrage dont la plus grande partie de l'équipage. La catastrophe fit scandale à l'époque car aucune femme ou enfant n'en réchappa notamment en raison de l'indiscipline de l'équipage.
L'Arctic était le plus grand et le plus célèbre des quatre navires de la Collins Line qui réalisaient des liaisons régulières entre l'Amérique et l'Europe. Après la collision qui eut lieu dans un épais brouillard, son capitaine, James Luce, estima initialement que son navire était indemne à la différence du Vesta visiblement très endommagé. Il découvrit cependant que la coque de l'Arctic avait été éventrée sous la ligne de flottaison et il décida de rejoindre au plus vite la côte de Terre-Neuve en abandonnant le Vesta à son sort. Les machines furent néanmoins rapidement noyées et le navire s'immobilisa loin de la terre ferme. Luce ordonna donc l'évacuation mais il n'y avait pas assez de places à bord des canots de sauvetage pour tout le monde. Cela provoqua la panique et les embarcations furent prises d'assaut par l'équipage et les passagers masculins qui n'hésitèrent pas à bousculer les femmes et les enfants ou à sortir une arme à feu pour obtenir une place. Certains tentèrent de construire des radeaux mais beaucoup furent engloutis avec le navire. De son côté, le Vesta, qui paraissait perdu, fut sauvé par ses compartiments étanches et parvint à rejoindre le port de Saint-Jean de Terre-Neuve.
Deux des six embarcations de l'Arctic accostèrent sans encombre la côte de Terre-Neuve et une troisième fut secourue par un navire de passage qui récupéra également plusieurs naufragés accrochés à des débris ; les trois autres canots disparurent sans laisser de traces. Les nouvelles du naufrage n'arrivèrent à New York que deux semaines plus tard et la tristesse de l'opinion publique se transforma rapidement en colère en raison du comportement apparemment égoïste de l'équipage. Malgré les pressions de la presse, personne ne fut jugé pour son rôle dans la catastrophe et aucune enquête ne fut menée sur ses causes. Les demandes de renforcement des mesures de sécurité sur les navires de passagers furent également ignorées. La Collins Line continua quelque temps ses activités mais un second naufrage en 1858 provoqua sa faillite et sa disparition.

## Contexte

### Transport transatlantique
Dans les premières décennies du XIXe siècle, le transport transatlantique fut révolutionné par le développement des bateaux à vapeur. La transition avec les navires à voiles fut progressive et les armateurs considéraient initialement que les navires ne pourraient pas emporter suffisamment de charbon pour traverser l'océan,. Cette croyance fut infirmée en 1838 par les traversées presque simultanées du Great Western d'Isambard Kingdom Brunel et du Sirius américain. Ce dernier rallia Bristol à New York en 14 jours et 12 heures ; dans le même sens, les navires à voiles mettaient rarement moins de cinq semaines car ils devaient remonter les vents et les courants dominants,.
La première compagnie à réaliser des traversées régulières de l'Atlantique fut la  British and North American Royal Mail Steam Packet Company plus connue sous le nom de Cunard Line d'après son fondateur, Samuel Cunard. Elle commença ses activités le 4 juillet 1840 lorsque le RMS Britannia quitta Liverpool pour Boston avec une escale à Halifax en Nouvelle-Écosse. Comme elle réalisait l'essentiel du transport postal entre l'Europe et l'Amérique du Nord, la Cunard Line recevait des subventions du gouvernement britannique et du Département des Postes des États-Unis, ce qui poussa certains Américains à demander la création d'une compagnie nationale. Le sénateur James A. Bayard (en) du Delaware était l'un des principaux défenseurs de cette idée et pressait le Congrès de subventionner une entreprise américaine. En 1845, le postmaster general lança un appel d'offres pour la création d'une compagnie transatlantique de transport postal et le contrat fut attribué le 3 mars 1847 à l'armateur new-yorkais Edward Knight Collins.

### Collins Line

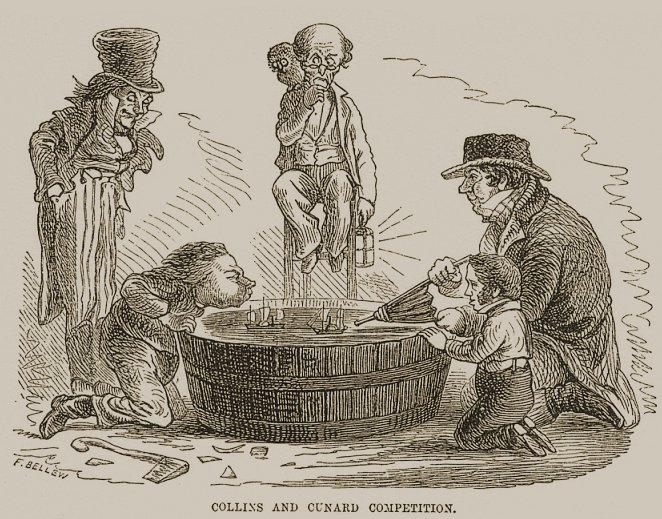
Dessin de 1852 de Frank Bellew sur la compétition entre Edward Collins à gauche avec Oncle Sam et Samuel Cunard à droite avec John Bull.

Avec des subventions fédérales initialement fixées à 385 000 dollars par an, et le soutien de la banque Brown Brothers, Collins fonda la New York and Liverpool United States' Mail Steamship Company plus connue sous le nom de Collins Line. Il entreprit immédiatement un ambitieux programme de construction navale. Le premier de ces navires, l'Atlantic, fut lancé en 1849 et commença à opérer en avril 1850. Ses trois navires-jumeaux, le Pacific, l'Arctic et le Baltic (en), entrèrent en service avant la fin de l'année. Tous construits en bois, ces navires avaient des dimensions et des caractéristiques similaires ; l'Arctic mesurait 87 mètres de long et 2 856 tonnes. Les navires de la Collins Line étaient ainsi plus grands que ceux de la Cunard Line et leurs performances étaient bien meilleures ; les traversées de dix jours devinrent rapidement la norme. Lancé le 26 octobre 1850, l'Arctic offrait des conditions de voyage luxueuses à ses passagers qui contrastaient avec celles des navires de la Cunard Line ; Charles Dickens décrivit ainsi que sa cabine à bord du Britannia était sombre et humide, « une boite parfaitement désespérante et profondément grotesque » tandis que le sinistre salon était « un long appartement étroit qui était non sans rappeler un gigantesque corbillard ». À l'inverse, un passager rapporta qu'à bord de l'Arctic, « le confort et l'élégance [des cabines] surpassaient ceux de tous les navires marchands que la Grande-Bretagne possédait alors » tandis que le salon principal avait « une splendeur presque orientale ».
Commandé par le capitaine, James Luce, âgé de 49 ans dont 30 en mer, l'Arctic devint le navire le plus célèbre de la Collins Line avec sa traversée de New York à Liverpool en un temps record de neuf jours et 17 heures durant l'hiver 1851-1852. Luce était admiré par les passagers autant pour ses qualités de commandant que pour sa sociabilité ; un journaliste du Harper's New Monthly Magazine écrivit ainsi : « Si vous voulez traverser l'Atlantique, vous trouverez dans l'Artic l'un des navires les plus nobles et dans le capitaine Luce, l'un des meilleurs capitaines, ».

## Dernier voyage

### Grands Bancs

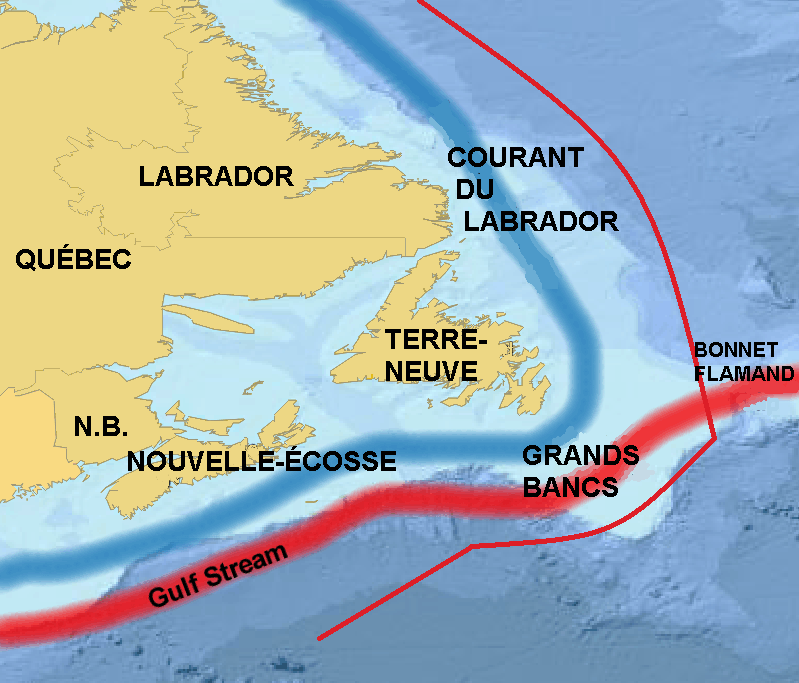
Carte des Grands Bancs avec le Gulf Stream et le courant du Labrador

Le 20 septembre 1854 vers midi, l'Arctic quitta Liverpool pour New York avec entre 250 et 300 passagers dont au moins 100 femmes et jeunes enfants ainsi qu'environ 150 membres d'équipage,. Parmi les passagers figurait l'épouse du fondateur de la compagnie, qui voyageait avec sa fille de 19 ans et son fils de 15 ans ainsi qu'avec son frère et son épouse. Plusieurs membres de la famille Brown se trouvaient également à bord : William Benedict Brown, le fils du président de la banque homonyme, avec son épouse, leurs deux enfants en bas âge et deux de ses sœurs. Un autre passager était William Robert, le fils du capitaine Luce dont ce dernier pensait qu'une croisière améliorerait la santé du garçon de 11 ans et légèrement handicapé
L'Arctic passa le cap Clear à la pointe méridionale de l'Irlande à l'aube du 21 septembre et commença sa traversée de l'Atlantique à sa vitesse de croisière de 13 nœuds (24 km/h). Le voyage se déroula sans encombre et le navire atteignit les Grands Bancs au large de Terre-Neuve le 27 septembre. Cette zone est formée de fonds marins peu profonds appartenant au plateau continental canadien où la rencontre des eaux froides du courant du Labrador et celles plus chaude du Gulf Stream génère de fréquents brouillards,. Dans ces conditions et avant le développement de systèmes électroniques comme le radar, le risque de collision était considérable mais les navires à vapeur avaient pour habitude de maintenir leur vitesse de croisière même quand la visibilité était limitée. Le respect des horaires était prioritaire et cela était particulièrement vrai à la Collins Line dont Alexander Brown rapporta dans son étude de 1962 « qu'il n'y avait pas de place pour des capitaines trop prudents ». Le matin du 27 septembre, Luce observa les conditions météorologiques typiques des Grands Bancs : « à des intervalles de quelques minutes, un brouillard très dense était suivi d'une éclaircie permettant de voir à plusieurs kilomètres ».

### Collision

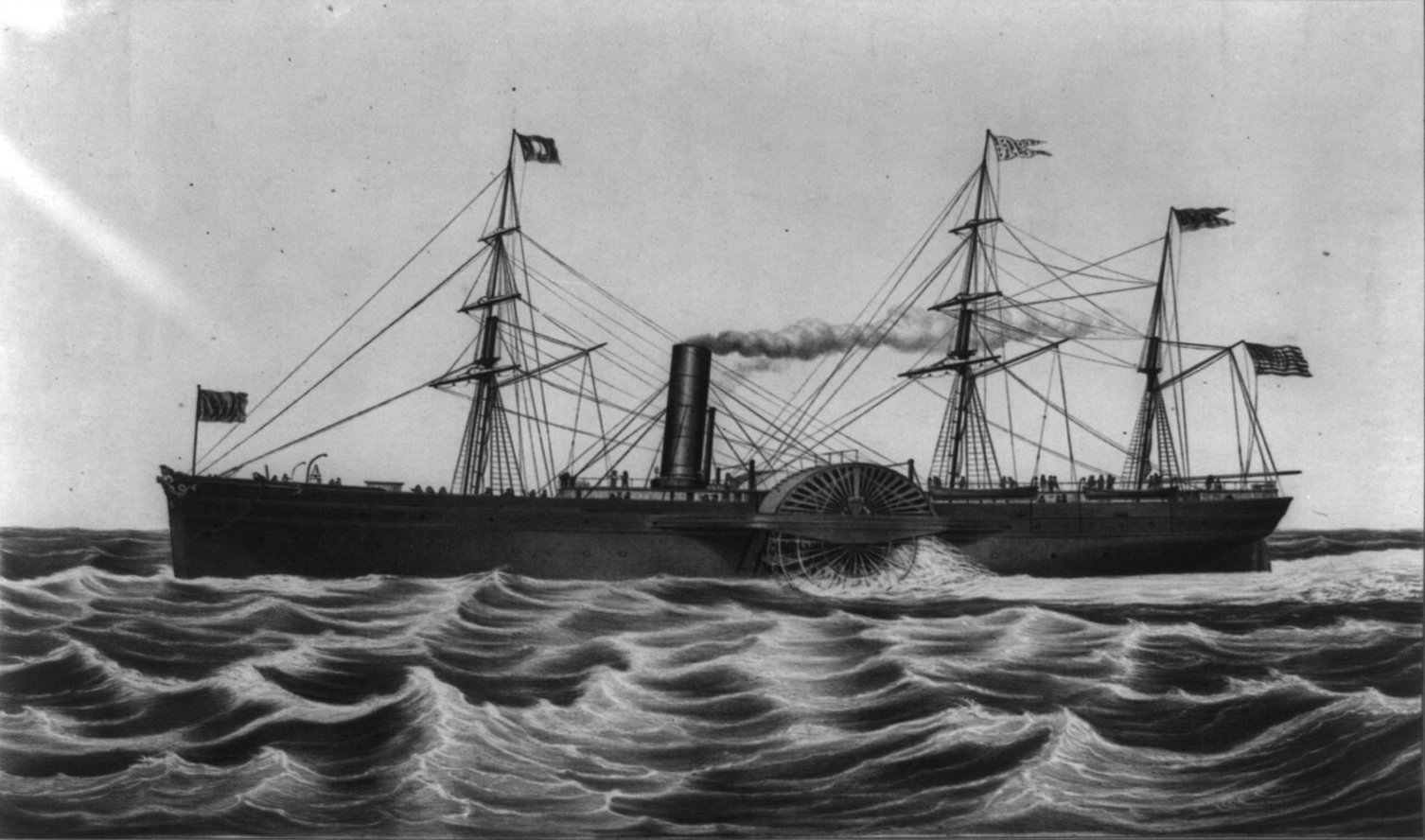
Lithographie de l'Arctic par en 1850

Le 27 septembre à midi, Luce calcula que son navire se trouvait à environ 80 kilomètres au sud-est du cap Race sur Terre-Neuve. Peu après, alors que l'Arctic pénétrait un banc de brouillard, la vigie repéra la silhouette d'un navire à vapeur approchant à environ 10 nœuds (19 km/h). Il donna immédiatement l'alerte et l'officier de quart ordonna de mettre la barre à tribord et d'arrêter les machines. Depuis la salle des cartes, le capitaine entendit ces ordres et rejoignit la passerelle juste au moment où son navire était percuté sur tribord entre la proue et la roue à aubes . Luce estima tout d'abord que l'Arctic n'avait été que légèrement endommagé et la plupart des passagers ressentirent à peine la collision. Dans le salon, William Gihon rapport par la suite qu'il avait « perçut un léger choc qui était à peine plus qu'un tremblement ou un frisson ». Il continua sa conversation avec un autre passager et nota « qu'aucun de nous ne pensait à ce moment que l'Arctic avait été gravement endommagé ».
Le navire qui avait percuté l'Arctic était le Vesta, un navire français à hélice et à coque en fer utilisé par une entreprise de pêche pour le transport des employés vers son centre d'opérations sur l'île Saint-Pierre. Pour les observateurs de l'Arctic, le Vesta semblait perdu ; Luce nota que sa proue « paraissait avoir été coupée ou broyée sur près de trois mètres ». Considérant que son navire était quasiment indemne, sa première réaction fut de se porter au secours du Vesta à bord duquel se trouvait 200 marins et pêcheurs. Il ordonna à son second, Robert Gourlay, de mettre à la mer l'un des six canots de sauvetage avec six marins. Dans le même temps, l'Arctic tourna autour du navire en perdition. La chaloupe de Gourlay fut rapidement déployée et une seconde était préparée sous le commandement du William Baalham ; sa mise à la mer fut cependant annulée par Luce qui avait noté un changement dans le mouvement des roues à aubes dans l'eau et une légère bande. Craignant que les dégâts soient plus sérieux que prévu, il demanda à Baalham d'inspecter le point d'impact ; ce dernier rapporta que les débris de l'étrave métallique du Vesta étaient encastrés dans la coque de l'Arctic, créant d'importantes brèches dont deux se trouvaient sous la ligne de flottaison,. À la différence du Vesta, l'Arctic n'était pas équipé de compartiments étanches ; la coque était ouverte d'un bout à l'autre du navire.

### Évacuation

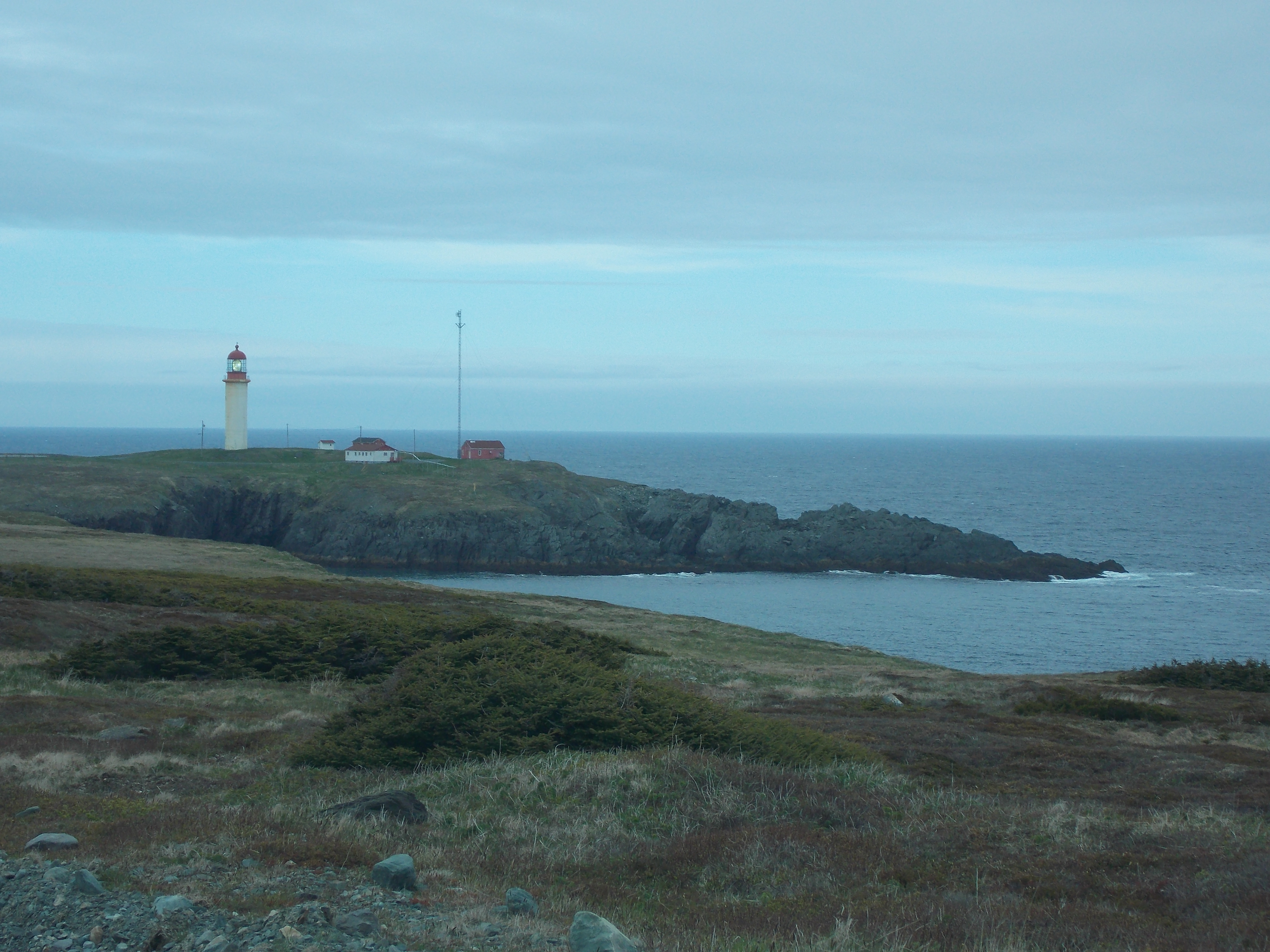
Le cap Race sur l'île de Terre-Neuve était la terre la plus proche du point de collision

Alors que Baalham réalisait son inspection, d'autres réalisèrent l'étendue des dégâts et l'inquiétude commença à gagner les passagers et l'équipage. Avec les quatre pompes du navire fonctionnant à plein régime, Luce tenta de stopper les entrées d'eau en fixant des voiles sur les brèches de la coque mais les éléments métalliques protubérants déchirèrent rapidement le tissu. Le charpentier du navire essaya de combler les ouvertures avec des matelas mais ces dernières se trouvaient alors bien en dessous de la ligne de flottaison et n'étaient plus accessibles. Réalisant que son navire risquait de couler, Luce décida de rejoindre la côte la plus proche. Le cap Race pouvait être rallié en quatre heures si l'Arctic continuait à la même vitesse. Cette décision signifiait abandonner le Vesta mais Luce estima que le navire français allait sombrer à tout moment et que rester avec lui pourrait condamner son vaisseau au même sort.
En réalité, même avec trois mètres d'étrave arrachée , le Vesta ,qui disposait d'une cloison d'abordage derrière le "peak" avant réussit à rester à flot et à se traîner vaille que vaille jusqu'à St Jean de Terre Neuve, mené avec beaucoup de précautions par son capitaine , le normand Alphonse Duchesne, tandis que le bien plus imposant Arctic finirait par couler, une situation qui évoque , mutatis mutandis, la célèbre collision du Stockholm et de l'Andrea Doria dans les années 50 . Le Vesta  fut réparé et sa carrière dura jusqu'en 1875 sous pavillon espagnol.
Après avoir vainement tenté de signaler à Gourlay qu'ils allaient être livrés à eux-mêmes, Luce ordonna d'avancer à pleine vitesse. Quelques minutes plus tard, il percuta une chaloupe de sauvetage du Vesta en tuant onze de ses douze occupants. Le seul survivant, François Jassonet, avait sauté avant la collision et fut hissé à bord de l'Arctic avec une corde.
Malgré l'action des pompes, l'eau continuait à entrer dans l'Arctic et les chaudières furent progressivement noyées. À 13 h, le navire était quasiment immobile. Voyant qu'il était encore très loin de la côte et qu'une aide était improbable, Luce ordonna que toutes les chaloupes soient préparées au lancement. En accord avec la réglementation maritime, l'Arctic disposait de six chaloupes métalliques dont une avait été prise par Gourlay et était restée auprès du Vesta. Les cinq restantes pouvaient accueillir 150 personnes soit moins de la moitié des personnes à bord mais suffisamment pour sauver toutes les femmes et tous les enfants. Sur ordre du quartier-maître, ces derniers commencèrent à monter dans l'embarcation de bâbord mais alors que tout se déroulait en bon ordre, un groupe d'hommes à la fois passagers et membres d'équipage se précipita pour obtenir les dernières places disponibles et le canot s'éloigna rapidement malgré les consignes du capitaine,.

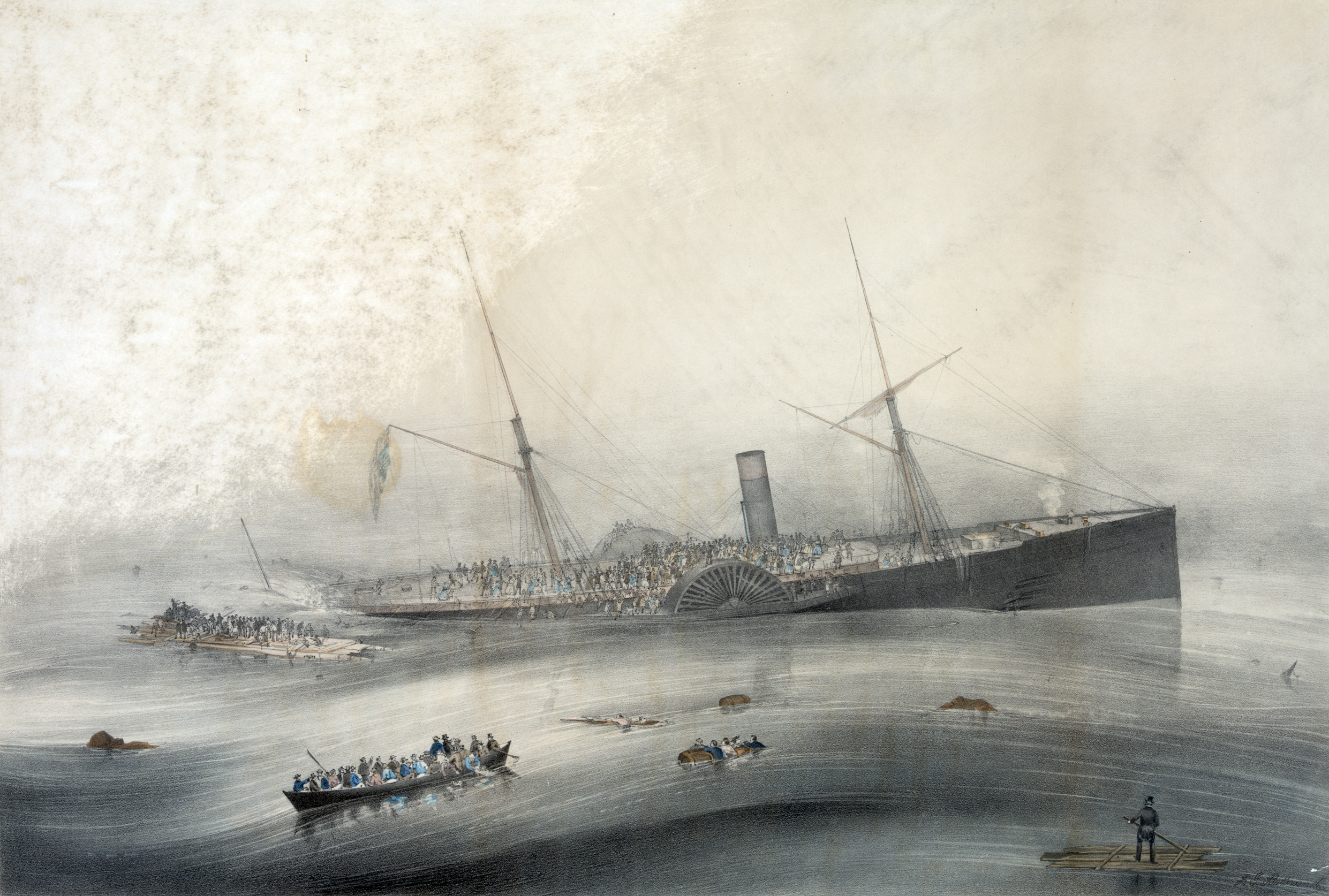
Illustration de 1854 du naufrage de l'Arctic avec le radeau et un canot de sauvetage

À bord de l'Arctic, l'inquiétude se transforma en panique quand il devint évident qu'il n'y aurait pas de place pour tout le monde à bord des chaloupes. Peu après le départ du premier canot sur bâbord, celui de tribord occupé par environ douze femmes et cinq marins était préparé à la mise à l'eau quand il fut également pris d'assaut par des membres de l'équipage. Dans la mêlée qui suivit, l'embarcation se retourna et 15 de ses occupants initiaux furent projetés dans l'eau où ils se noyèrent. De l'autre côté du navire, Luce ordonna à Baalham de lancer la seconde chaloupe du bâbord et de se rendre à la poupe pour préparer l'embarquement des femmes et des enfants. À peine avait-il été lancé que de nombreux hommes se jetèrent à l'eau et montèrent à son bord ; seul un n'appartenait pas à l'équipage. Sa chaloupe pleine, Baalham ignora les consignes de Luce et s'éloigna sans prendre de femmes ou d'enfants,. Dans le même temps, le canot de tribord avait été remis à l'endroit mais malgré les efforts de Luce pour donner la priorité aux femmes, il fut à nouveau submergé par l'équipage et les passagers masculins qui bousculèrent les femmes qui attendaient et rompirent les amarres alors que la chaloupe n'était pas pleine.
Alors que le capitaine tentait vainement de maintenir l'ordre, un groupe de techniciens du navire mené par l'ingénieur en chef J. W. Rogers, s'appropria l'une des deux dernières chaloupes. Ils déclarèrent qu'ils allaient tenter une dernière fois de boucher les brèches mais quiconque questionnait leurs intentions ou tentait de monter à bord était repoussé sous la menace d'une arme à feu. Disposant d'importantes réserves d'eau et de nourriture, la chaloupe à moitié pleine et occupée uniquement par des techniciens de la salle des machines s'éloigna de l'Arctic. À bord de ce dernier se trouvaient encore environ 300 personnes pour une seule chaloupe tandis que Luce et le quatrième officier Francis Dorian étaient quasiment les derniers membres de l'équipage encore à bord. Le capitaine ordonna la construction d'un radeau pour sauver le plus de passagers possible ; les vergues, les espars et d'autres éléments en bois furent rassemblés et mis à la mer tandis que Dorian préparait la dernière embarcation. Malgré ses consignes, sa chaloupe fut prise d'assaut et pour la sauver, il coupa les cordages ce qui provoqua une ruée chaotique vers le radeau à moitié fini.

### Naufrage
Luce ordonna à un jeune technicien, Stewart Holland, de se rendre à la proue et de tirer le canon d'alarme à intervalles d'une minute dans l'espoir d'attirer l'attention d'un navire passant à proximité. Dans le chaos de la situation, Holland resta à son poste et continua à tirer jusqu'à être englouti avec le navire. Son courage et son sens du devoir furent unanimement salués et le Baltimore Sun le présenta comme « un conquérant de la mort. Ce noble navire avait de nombreuses âmes nobles mais aucune ne l'était plus que la sienne ».
Luce ne chercha pas à se sauver et il dit à Baalham avant son départ que « le destin du navire sera le mien ». Lorsqu'il ne put plus rien faire pour aider ceux à bord, il se rendit avec son fils au sommet de la roue à aubes pour attendre la fin. À ce moment, beaucoup s'étaient résignés à leur sort ; ils se regroupèrent et certains entonnèrent des hymnes ou récitèrent des versets de la Bible. D'autres continuaient néanmoins frénétiquement à essayer de sauver leur vie. L'un d'eux, Peter McCabe, un serveur dont c'était la première traversée transatlantique décrivit les derniers moments du navire : « Plusieurs personnes flottaient sur des portes et des lits… J'ai pris une porte qui avait été arrachée et me suis jeté à la mer où j'ai rejoint le radeau…. Beaucoup de personnes essayaient de monter sur le radeau… Parmi celles qui s'y trouvaient, j'y ai vu quatre dames ». Peu avant le naufrage, le radeau heurta la coque et une portion fut arrachée. Après cela, McCabe dénombra 72 hommes et quatre femmes sur le radeau ou s'y accrochant.
Vers 16 h 45, quatre heures et demie après la collision, Holland tira le canon pour la dernière fois alors que l'Arctic sombra la poupe la première avec près de 250 personnes encore à bord,. Alors que le navire coulait, Paul Grann de New York qui se trouvait dans le navire de Dorian, « entendit un effrayant déchirement et vit les passagers glisser contre la cheminée et ensuite tout était fini ». Tenant fermement la main de son fils, Luce fut emporté par l'aspiration du navire et lorsqu'il refit surface, « une scène atroce et déchirante se présentait à [ses] yeux : plus de 200 hommes, femmes et enfants se débattant au milieu de débris de toutes sortes, s'appelant à l'aide et implorant Dieu de venir à leur secours. Puisse Dieu m'empêcher d'être à nouveau témoin d'une scène aussi atroce ». Alors qu'il luttait, une section de l'encadrement de l'une des roues à aubes de l'Arctic remonta à la surface et le percuta lui et son fils. Ce dernier fut tué sur le coup mais malgré le choc, Luce parvint à monter sur l'encadrement de la roue à aubes qui servit également de radeau temporaire à onze autres personnes.

## Secours

### Terre-Neuve
Non loin de l'Arctic, l'embarcation de Baalham rejoignit la chaloupe du quartier-maître à moitié remplie. Les 45 occupants furent répartis et après avoir brièvement envisagé, et rejeté, l'idée de récupérer d'autres survivants, les deux embarcations ne disposant d'aucune ration ou de réserve d'eau décidèrent de rejoindre la côte de Terre-Neuve. Sans compas, Baalham se dirigea avec les étoiles. Beaucoup des passagers étaient frigorifiés après leur séjour dans l'eau mais ils ramèrent toute la nuit et le lendemain. Deux navires passèrent à proximité mais ils ne furent pas repérés. À l'aube du 29 septembre, ils virent la cote de la péninsule d'Avalon sur Terre-Neuve et ils accostèrent peu après à Broad Cove, à environ 80 kilomètres au sud de Saint-Jean, la plus grande ville de l'île.
Après une brève pause, le groupe rejoignit Renews, un village de pêcheurs à six kilomètres au nord. Le chef de cabine de l'Arctic, John Geib, y écrivit un message à destination du consul américain à Saint-Jean pour l'informer de la collision. Baalham embaucha deux goélettes ; dans l'une, il retourna sur le lieu du naufrage avec deux autres personnes pour chercher des survivants tandis que le reste du groupe embarqua dans la seconde à destination de Saint-Jean. À leur arrivée le 2 octobre, ils découvrirent le Vesta amarré dans le port. Malgré les importants dégâts à la proue, les compartiments étanches du navire lui avait évité le naufrage et il avait rejoint Saint-Jean le 30 septembre avec presque tous ses passagers. Les témoignages de ces derniers servirent de base aux premiers rapports concernant l'incident et le journal local Patriot and Terra Nova Herald indiqua que l'Arctic avait probablement survécu à la collision. L'accueil des survivants à Saint-Jean fut glacial car les récits des passagers du Vesta semblaient indiquer que l'Arctic les avaient abandonnés.
Baalham revint à Saint-Jean le 3 octobre après trois jours de vaines recherches. La brève lettre de Geib au consul américain fut publiée dans l'édition du Newfoundlander tandis que son rival, le Public Ledger imprima un compte-rendu plus détaillé fourni par Baalham. Comme Saint-Jean ne disposait pas du télégraphe, ces rapports furent emmenés par le bateau à vapeur Merlin à Halifax où ils furent transmis à New York. La plupart des survivants rejoignirent le continent par la même occasion tandis que Geib resta à Saint-Jean pour accueillir les éventuels naufragés
Plusieurs expéditions furent lancées depuis Saint-Jean pour retrouver des survivants. Une goélette anglaise, le John Clements, passa une semaine en mer avant de revenir avec le mat de l'Arctic mais aucun naufragé. La New York, Newfoundland and London Telegraph Company, propriétaire du vapeur Victoria, offrirent son aide au consul américain en échange d'une indemnité journalière de 500 dollars, ce qui lui valut de nombreuses critiques dans la presse locale. À l'inverse, l'évêque de Terre-Neuve Edward Feild offrit gratuitement son yacht privé Hawk pour participer aux recherches. Il fut finalement décidé que le Victoria rejoignent bénévolement les secours même si un correspondant du Public Ledger doute qu'il ait fait autre chose qu'une recherche pour la forme. Hormis le John Clements, aucun navire ne trouva de traces de l'Arctic. Certains affirmèrent qu'ils avaient repéré des débris mais sans pouvoir les identifier ou les récupérer.

### Huron,LebanonetCambria
La chaloupe de Dorian était la plus petite de l'Arctic et avec 31 occupants dont seulement 5 passagers, son franc-bord n'était que de quelques centimètres. Dorian confectionna une ancre flottante rustique qui permit au navire de ne pas chavirer durant la nuit alors qu'un grain s'était levé. Dans la soirée du 28 septembre, ils aperçurent une voile à l'horizon qui se révéla être celle de la barque canadienne Huron qui se rendait à Québec. Alors qu'ils ramaient vers le voilier, ils récupérèrent Peter McCabe qui était le seul des 72 occupants du radeau improvisé à avoir survécu la nuit. Il rapporta par la suite qu'il pensait qu'il ne lui restait que dix minutes à vivre quand il fut secouru.
Le lendemain, le Huron rencontra un second voilier, le Lebanon se dirigeant vers New York. Dorian, les cinq passagers et douze marins choisirent d'embarquer sur le nouveau navire tandis que les autres, anticipant peut-être un accueil hostile à leur port d'attache, décidèrent de rester avec le Huron qui arriva à Québec le 13 octobre,.
Le calvaire du capitaine Luce et de ceux qui avaient survécu en s'accrochant aux débris dura deux jours. Le 29 septembre vers midi, le voilier Cambria parti de Glasgow et se rendant au Québec aperçut François Jassonet, le pêcheur du Vesta qui avait été secouru par l'Arctic après la collision. Dans les heures qui suivirent, le Cambria récupéra neuf naufragés dont Luce et deux autres survivants qui avaient trouvé refuge sur les restes de la roue à aubes. Le dernier était James Smith, un homme d'affaires écossais qui se trouvait sur un radeau en planches. Il rapporta qu'il avait vu au moins un navire passer à l'horizon et qu'il avait presque perdu tout espoir quand le Cambria arriva. Après avoir estimé qu'il n'y avait plus aucune chance de récupérer des survivants, le navire reprit sa route vers le Québec. Luce passa la plus grande partie du voyage à préparer un rapport destiné à Edward Collins et il lui transmit immédiatement après son arrivée le 13 octobre quelques heures après le Huron.
Le destin de trois chaloupes de l'Arctic est inconnu : celle menée par Gourlay et qui avait été mise à la mer pour aider le Vesta après la collision, celle lancée par le quartier-maître et celle saisie par Rogers et les techniciens. Aucune trace des occupants de ces embarcations ne fut retrouvée. À la mi-novembre 1854, la chaloupe vide de Gourlay fut récupérée en bon état et avec toutes ses rames par la goélette Lily Dale. Le mois suivant, l'embarcation du quartier-maître fut rejetée sur la rive de la baie de Placentia à Terre-Neuve sans que l'on connaisse non plus le destin de ses occupants,.

## New York

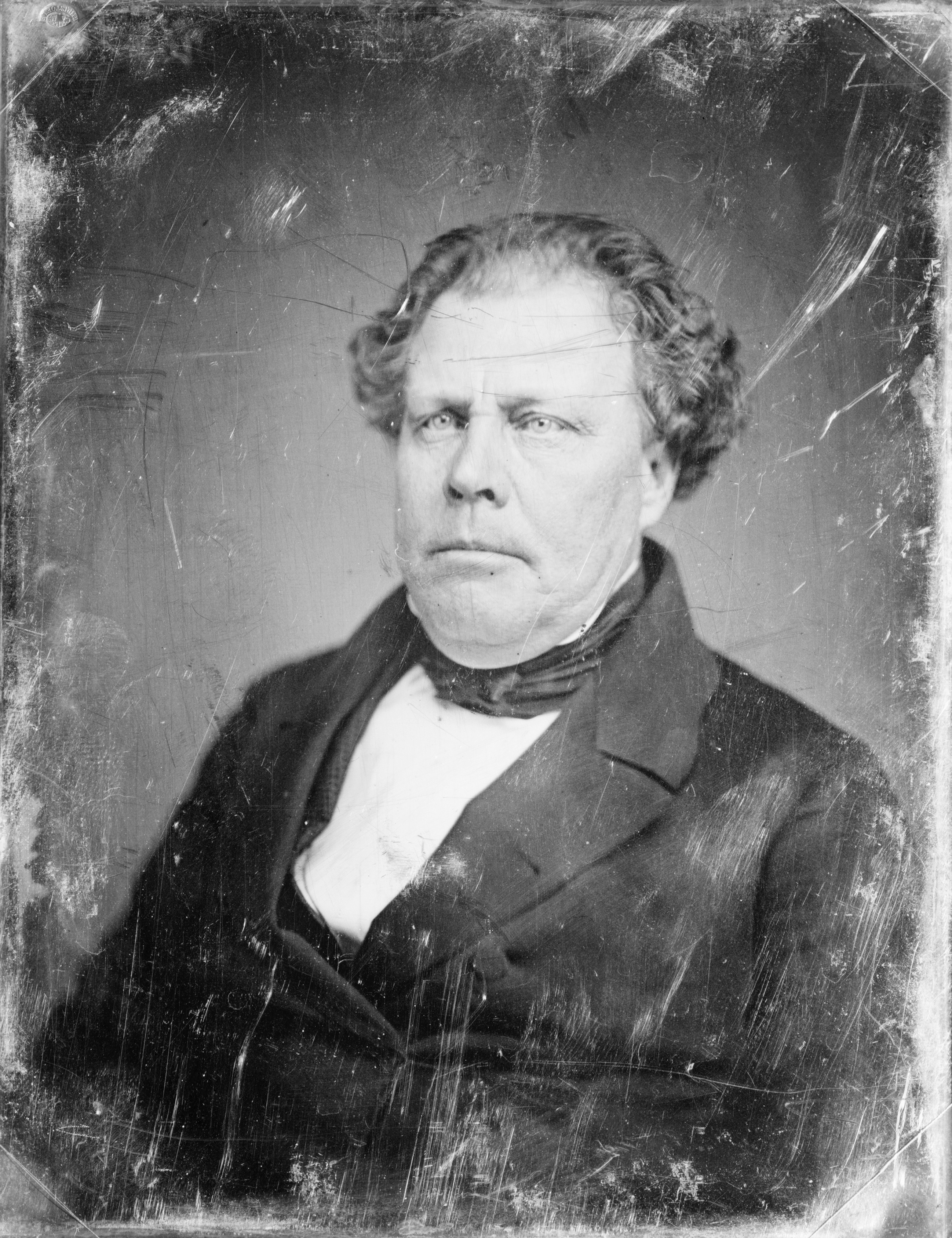
Edward Knight Collins, fondateur de la Collins Line, dont l'épouse et les deux enfants se noyèrent lors de la catastrophe.

Les premières nouvelles de la catastrophe atteignirent New York avec l'arrivée des survivants à bord du Lebanon le 11 octobre. Plus tard dans la journée, le rapport de Baalham télégraphié depuis Halifax fut reçu au siège de la Collins Line. Les témoignages des rescapés et le message de Baalham servirent de base aux articles des journaux du lendemain qui étaient néanmoins incomplets car Luce était présumé mort tandis que le nombre de victimes faisait l'objet de nombreuses spéculations. Le New York Herald titra « Entre 300 et 400 âmes ont péri » et « Seulement 32 vies ont été sauvées ». S'appuyant sur la base des télégrammes imprécis d'Halifax, le Baltimore Sun indiqua que le Vesta avait secouru 31 personnes de l'Arctic . Cette confusion laissa planer l'espoir que le nombre de rescapés pourrait être plus élevé qu'estimé mais l'optimisme fut balayé le lendemain avec l'arrivée à New York via Halifax et Boston des membres du groupe de Baalham et leurs témoignages plus précis.
Le 13 octobre, le rapport de Luce télégraphié depuis Québec fut reçu au siège de la Collins Line . Dans le premier paragraphe, le capitaine informait Edward Collins que ses proches faisaient probablement partie des victimes. Le même jour, le Baltimore Sun rapporta la disparition de tous les membres de la famille Brown. La publication des détails de la catastrophe dont le départ précipité de l'équipage et la ruée vers les chaloupes fit scandale et cette consternation se transforma rapidement en colère quand il devint évident qu'aucune femme ou enfant n'avait survécu au naufrage tandis que presque tous les survivants appartenaient à l'équipage. Le New York Times nota « un manque complet de discipline sur tout le navire » tandis que « les officiers et l'équipage ne firent pas de leur mieux pour sauver le navire qu'ils ont quitté trop tôt ». Paul Grann, qui se trouvait dans la chaloupe de Dorian, rapporta que « tout ordre ou discipline avait disparu à bord » et que Rogers avait menacé des passagers avec une arme à feu. Les articles de presse devinrent par la suite de plus en plus féroces avec l'équipage. Le New York Times qualifia l'incident d'« effrayant abandon de poste » et condamna la « couardise et la lâche conduite de l'équipage ». Le Scientific American estima que le comportement de l'équipage qui s'était sauvé avant leurs passagers avait « terni l'image de notre marine aux yeux du monde, ». Le capitaine Luce fut largement épargné par ces critiques car il n'avait pas cherché à quitter le navire et n'avait survécu que par chance. À son arrivée à New York par train le 14 octobre, il fut accueilli en héros,.
Le nombre probable de survivants de l'Arctic est de 88 dont 24 en comptant François Jassonet étaient des passagers. Ce nombre comprend les 45 du groupe de Baalham, les 32 secourus par le Huron, les dix rescapés du Cambria et un autre passager, Thomas Fleury, dont la survie ne fut pas connue avant 1860,,. Alexander Brown liste 85 survivants mais ne compte que 42 personnes dans le groupe de Baalham. En 2002, David Shaw parle de 87 rescapés mais ne compte pas Fleury. En l'absence d'un manifeste de bord et d'une liste précise des personnes à bord, il n'est pas possible d'établir le nombre précis des victimes. Sur la base de listes partielles, William H. Flavhart estime qu'il y eut entre 285 et 372 morts.

## Conséquences
Après une semaine d'articles essentiellement consacrés aux témoignages des survivants et aux hommages aux victimes, le New York Times titra le 18 octobre sur les leçons à tirer de la catastrophe. Parmi les recommandations figuraient l'emploi obligatoire cornes de brume en cas de brouillard, la mise en place de compartiments étanches dans tous les navires de transport de passagers, l'organisation d'exercice d'évacuation pour les passagers et un meilleur entraînement des équipages,,. Peu de ces propositions furent immédiatement adoptées. Les demandes pour les navires battant pavillon américain de disposer de suffisamment d'embarcations de sauvetage furent ignorées jusqu'au naufrage du Titanic 58 ans plus tard. En décembre 1854, le New York Times demanda la mise en place d'une commission d'enquête sur la catastrophe : « Quelle que soit l'étendue de leur responsabilité, les propriétaires, les officiers et l'équipage de l'Arctic doivent faire l'objet d'un jugement public… Ils n'ont aucun droit à s'opposer à toute tentative destinée à évaluer leur responsabilité ou à rejeter tout examen approfondi de leur comportement ». Néanmoins, aucune enquête ne fut jamais lancée et personne ne fut jugé pour ses actes. Certains des membres d'équipage qui avaient débarqué au Québec choisirent ne pas revenir aux États-Unis et selon Shaw, ils « disparurent sur les rives du fleuve Saint-Laurent et trouvèrent l'obscurité qu'ils voulaient ».
Le capitaine Luce ne retourna jamais en mer. L'accueil enthousiaste à son retour à New York ne l'empêcha pas d'être par la suite critiqué pour ne pas avoir agi plus vigoureusement pour maintenir l'ordre sur son navire ; selon un des marins, il « ressemblait à un homme dont le jugement était paralysé ». Luce reconnut qu'avoir abandonné Gourlay avait été une grave erreur car son second aurait peut-être mieux supervisé l'organisation de l'évacuation. L'ancien capitaine devint inspecteur pour la Great Western Marine Insurance Company où il travailla jusqu'à sa mort en 1879 à l'âge de 75 ans ; son eulogie rappela qu'il avait été profondément marqué par la catastrophe. La Collins Line continua son service transatlantique avec ses trois derniers navires mais elle subit un nouveau revers en janvier 1856 avec le naufrage du Pacific avec ses 186 passagers et membres d'équipage au large du Pays de Galles. Collins ordonna néanmoins la construction d'un navire encore plus grand, l'Adriatic qui, après une seule traversée en novembre-décembre 1857, fut vendu. La compagnie avait en effet perdu la confiance de l'opinion publique qui avait conclu que cette dernière privilégiait le confort à la sécurité tandis que l'octroi de subventions aux luxueuses traversées de la Collins Line était de plus en plus mal accepté. Ces dernières furent fortement réduites en 1858, la compagnie fit faillite et la Cunard Line recouvra sa position dominante sur le transport transatlantique. Après avoir été réparé, le Vesta resta en service dans les flottes de divers armateurs avant son naufrage en 1875 dans le port de Santander en Espagne peu après avoir été renommé Amberes,.